# Amstel Gold Race 2015
La 50.ª edición de la Amstel Gold Race fue una clásica ciclista que se disputó el domingo 19 de abril de 2015 sobre un recorrido de 258 km en las cercanías de Maastrich (Países Bajos).
El recorrido fue similar a la edición anterior, con 34 cotas y finalizando cerca de Valkenburg, más precisamente en la villa de Berg en Terblijt y poco después de coronar por cuarta vez el Cauberg.
La carrera además de ser la primera clásica de las Ardenas, formó parte del UCI WorldTour 2015, siendo la decimoprimera competición del calendario de máxima categoría mundial.
El ganador fue el campeón del mundo en ruta, el polaco Michał Kwiatkowski. La carrera como sucede en los últimos años se definió en la última subida al Cauberg, cuando un ataque del BMC Racing, primero de Ben Hermans y luego de Philippe Gilbert cortó el pelotón. Gilbert se llevó a su rueda al australiano del Orica GreenEDGE Michael Matthews y posteriormente se les unió Alejandro Valverde. Al coronar el Cauberg y llegar al falso plano no hubo entendimiento y comenzaron a llegar más corredores a la parte delantera hasta formar un grupo de 18 ciclistas. Kwiatkowski fue el más rápido en un esprínt seguido de Valverde y Matthews.

## Equipos participantes
Tomaron parte en la carrera veinticinco equipos: los diecisiete UCI ProTeam (al tener asegurada y ser obligatoria su participación), más ocho equipos Profesionales Continentales invitados por la organización. Cada formación estuvo integrada por ocho corredores (excepto el IAM Cycling que lo hizo con 6), formando así un pelotón de 198 ciclistas de los que finalizaron 129.
| Equipo                      | Cód. UCI | Categoría               |
| --------------------------- | -------- | ----------------------- |
| AG2R La Mondiale            | ALM      | UCI ProTeam             |
| Astana Pro Team             | AST      | UCI ProTeam             |
| BMC Racing Team             | BMC      | UCI ProTeam             |
| Etixx-Quick Step            | EQS      | UCI ProTeam             |
| FDJ                         | FDJ      | UCI ProTeam             |
| IAM Cycling                 | IAM      | UCI ProTeam             |
| Team Katusha                | KAT      | UCI ProTeam             |
| Lampre-Merida               | LAM      | UCI ProTeam             |
| Lotto-Soudal                | LTS      | UCI ProTeam             |
| Movistar Team               | MOV      | UCI ProTeam             |
| Orica GreenEDGE             | OGE      | UCI ProTeam             |
| Team Sky                    | SKY      | UCI ProTeam             |
| Team Cannondale-Garmin      | TCG      | UCI ProTeam             |
| Tinkoff-Saxo                | TCS      | UCI ProTeam             |
| Trek Factory Racing         | TFR      | UCI ProTeam             |
| Team Giant-Alpecin          | TGA      | UCI ProTeam             |
| Team Lotto NL-Jumbo         | TLJ      | UCI ProTeam             |
| Bardiani CSF                | BAR      | Profesional Continental |
| CCC Sprandi Polkowice       | CCC      | Profesional Continental |
| Cult Energy Pro Cycling     | CLT      | Profesional Continental |
| MTN Qhubeka                 | MTN      | Profesional Continental |
| Nippo-Vini Fantini          | NIP      | Profesional Continental |
| Roompot Oranje Peloton      | ROP      | Profesional Continental |
| Topsport Vlaanderen-Baloise | TSV      | Profesional Continental |
| Wanty-Groupe Gobert         | WGG      | Profesional Continental |

## UCI World Tour
La Amstel Gold Race otorgó puntos para el UCI WorldTour 2015, solamente para corredores de equipos UCI ProTeam. La siguiente tabla corresponde al baremo de puntuación:
| Posición   | 1º | 2º | 3º | 4º | 5º | 6º | 7º | 8º | 9º | 10º |
| Puntuación | 80 | 60 | 50 | 40 | 30 | 22 | 14 | 10 | 6  | 2   |

## Clasificación final
| Pos. | Ciclista           | Equipo                  | Tiempo          | Puntos UCI |
| ---- | ------------------ | ----------------------- | --------------- | ---------- |
| 1.º  | Michał Kwiatkowski | Omega Pharma-Quick Step | 6 h 31 min 49 s | 80         |
| 2.º  | Alejandro Valverde | Movistar                | m.t.            | 60         |
| 3.º  | Michael Matthews   | Orica GreenEDGE         | m.t.            | 50         |
| 4.º  | Rui Costa          | Lampre-Merida           | m.t.            | 40         |
| 5.º  | Greg Van Avermaet  | BMC Racing              | m.t.            | 30         |
| 6.º  | Tony Gallopin      | Lotto-Soudal            | m.t.            | 22         |
| 7.º  | Julian Alaphilippe | Omega Pharma-Quick Step | m.t.            | 14         |
| 8.º  | Enrico Gasparotto  | Wanty-Groupe Gobert     | m.t.            | -          |
| 9.º  | Maciej Paterski    | CCC Sprandi Polkowice   | m.t.            | -          |
| 10.º | Philippe Gilbert   | BMC Racing              | m.t.            | 2          |

| 11.º | Dani Moreno          | Katusha           | m.t.   |
| 12.º | Rinaldo Nocentini    | Ag2r La Mondiale  | m.t.   |
| 13.º | Giampaolo Caruso     | Katusha           | m.t.   |
| 14.º | Roman Kreuziger      | Tinkoff-Saxo      | m.t.   |
| 15.º | Daniel Martin        | Cannondale-Garmin | m.t.   |
| 16.º | Lars Petter Nordhaug | Sky               | m.t.   |
| 17.º | Jakob Fuglsang       | Astana            | m.t.   |
| 18.º | Ben Hermans          | BMC Racing        | a 3 s  |
| 19.º | Tim Wellens          | Lotto-Soudal      | a 18 s |
| 20.º | Kristian Sbaragli    | MTN Qhubeka       | m.t.   |